# C’est ma vie
A C’est ma vie (magyarul: Ez az életem) egy dal, mely Litvániát képviselte a 2011-es Eurovíziós Dalfesztiválon. A dalt a litván Evelina Sašenko adta elő angol és francia kevert nyelven.
A dal 2011. február 24-én, a litván nemzeti döntőn nyerte el az indulás jogát. A döntő két fordulóból állt: az első körben a zsűri pontjai, és a nézői szavazatok alapján a tizenhárom fős mezőnyből hárman jutottak a szuperdöntőbe, ahol már csak a zsűri döntött. Az első körben a dal a nézőknél és a zsűrinél is az első helyen végzett, a második fordulóban pedig mind a tizennégy zsűritagtól maximális pontot kapott, így az első helyen zárt.
Az Eurovíziós Dalfesztiválon a dalt először a május 10-én rendezett első elődöntőben adták elő, a fellépési sorrendben tizenhetedikként, a portugál Homens da Luta együttes A luta é alegria című dala után, és az azeri Ell és Nikki Running Scared című dala előtt. Az elődöntőben 81 ponttal az ötödik helyen végzett, így továbbjutott a május 14-i döntőbe.
A május 14-i döntőben a fellépési sorrendben negyedikként adták elő, a dán A Friend in London New Tomorrow című dala után és Wolf Kati What About My Dreams? című dala előtt. A szavazás során 63 pontot szerzett, két országtól (Grúzia, Lengyelország) begyűjtve a maximális 12 pontot. Ez a tizenkilencedik helyet jelentette a huszonöt fős mezőnyben.